# 泉峰街道
泉峰街道，是中华人民共和国湖南省衡陽市常宁市下辖的一个乡镇级行政单位。

## 行政区划
泉峰街道下辖以下地区：
城南社区、劳动路社区、胜利社区、宜东社区、泉峰社区、青宜社区、南市村、学墙村、曲市村、茶箭村、青市村、冷水村和夏联村。